# Emerse Faé
Emerse Faé (ur. 24 stycznia 1984 w Nantes) – francuski piłkarz grający na pozycji defensywnego pomocnika, posiada również obywatelstwo Wybrzeża Kości Słoniowej, reprezentant kraju z Afryki.

## Kariera klubowa
Faé rozpoczynał i kontynuował swoją karierę piłkarską w FC Nantes, z którym występował w 2004 roku w finale Pucharze Ligi Francuskiej. W 2007 spadł z Nantes do Ligue 2, a w sierpniu podpisał trzyletni kontrakt z angielskim Reading F.C., który zapłacił za niego 2,5 miliona funtów. Jednak Reading również spadło do drugiej ligi, został więc wypożyczony do OGC Nice.
| Sezon   | Klub            | Kraj    | Rozgrywki      | Mecze | Bramki | Rozgrywki Europy | Mecze | Bramki |
| ------- | --------------- | ------- | -------------- | ----- | ------ | ---------------- | ----- | ------ |
| 2003/04 | FC Nantes       | Francja | Ligue 1        | 25    | 1      | Liga Europy UEFA | 1     | 0      |
| 2004/05 | FC Nantes       | Francja | Ligue 1        | 28    | 1      | Liga Europy UEFA | 2     | 0      |
| 2005/06 | FC Nantes       | Francja | Ligue 1        | 29    | 4      | -                | -     | -      |
| 2006/07 | FC Nantes       | Francja | Ligue 1        | 24    | 1      | -                | -     | -      |
| 2007/08 | Reading F.C.    | Anglia  | Premier League | 8     | 0      | -                | -     | -      |
| 2008/09 | OGC Nice (wyp.) | Francja | Ligue 1        | 32    | 3      | -                | -     | -      |
| 2009/10 | OGC Nice        | Francja | Ligue 1        | 29    | 4      | -                | -     | -      |
| 2010/11 | OGC Nice        | Francja | Ligue 1        | 24    | 3      | -                | -     | -      |
| 2011/12 | OGC Nice        | Francja | Ligue 1        | 4     | 0      | -                | -     | -      |
| 2012/13 | OGC Nice        | Francja | Ligue 1        | -     | -      | -                | -     | -      |

## Kariera reprezentacyjna
Emerse Faé rozpoczynał przygodę z reprezentacją Wybrzeża Kości Słoniowej w 2005 roku. W roku kolejnym wywalczył z drużyną drugie miejsce na Pucharze Narodów Afryki w Egipcie oraz znalazł się w składzie drużyny na Mistrzostwa Świata, z których odpadła po fazie grupowej. W kadrze narodowej rozegrał 41 meczów i zdobył 1 bramkę.

## Kariera trenerska
W maju 2022 został asystentem nowo zatrudnionego selekcjonera reprezentacji Wybrzeża Kości Słoniowej, Jeana-Louise’a Gasseta. W styczniu 2024, Gasset został zwolniony po porażce 0:4 z Gwineą Równikową w organizowanym przez Wybrzeże Kości Słoniowej Pucharze Narodów Afryki, w wyniku której kadra zakończyła rywalizację w grupie na trzecim miejscu. Faé został tymczasowo jego następcą i doprowadził reprezentację do zwycięstwa w całym turnieju, po czym otrzymał stały kontrakt na to stanowisko.